# Rupes Altai

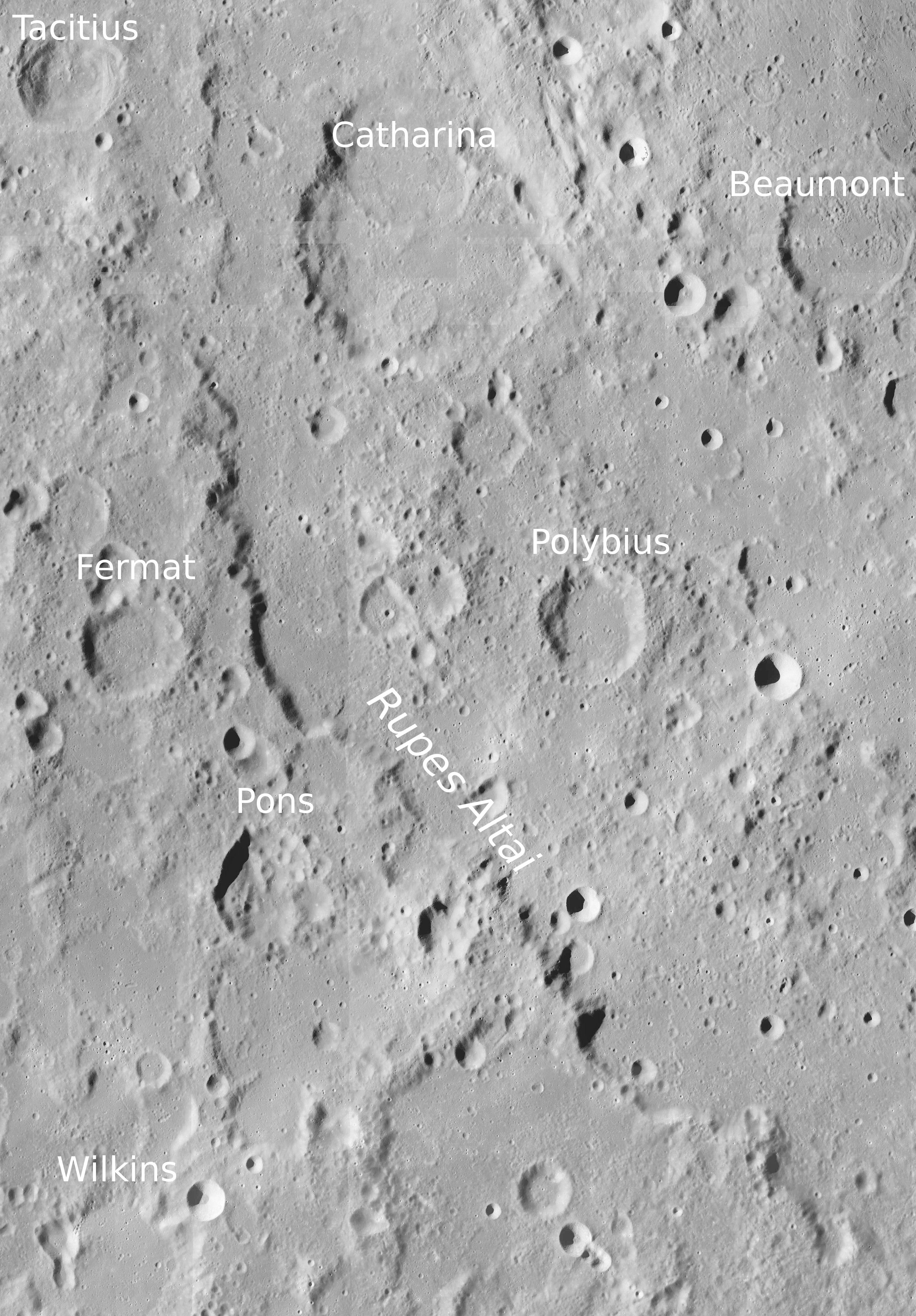
Rupes Altai i otaczający obszar

Rupes Altai – najdłuższy klif na powierzchni Księżyca. Rupes Altai znajduje się na ☾ 24,3°S 22,6°E/-24,300000 22,600000 współrzędnych księżycowych. Uskok ten osiąga wysokość 1,8 km. Wiek klifu szacuje się na 4,2 miliarda lat a jego długość na 507 km.
Powstanie klifu Rupes Altai zostało spowodowane przez energię wydzieloną podczas uderzenia, które spowodowało powstanie basenu Mare Nectaris (Morza Nektaru). Upadek ten spowodował również wyrzut materiału tworzącego jego brzeg oraz otaczającą pokrywę odłamków. Dodatkowo gwałtowne fale sejsmiczne natrafiając na góry księżycowe zostały zatrzymane, a skorupa księżycowa uległa zgięciu tworząc wyjątkowo długi klif.
Nazwa Rupes Altai pochodzi od ziemskiego łańcucha górskiego Ałtaj.